# Liste der Monuments historiques in Marnes-la-Coquette
Die Liste der Monuments historiques in Marnes-la-Coquette führt die Monuments historiques in der französischen Gemeinde Marnes-la-Coquette auf.

## Liste der Bauwerke
| Bezeichnung        | Beschreibung | Standort                     | Kennzeichnung | Schutzstatus | Datum | Bild           |
| ------------------ | ------------ | ---------------------------- | ------------- | ------------ | ----- | -------------- |
| Kirche Ste-Eugénie |              | 1, place de la Mairie (Lage) | PA00125467    | Inscrit      | 1993  | weitere Bilder |
| Rathaus            |              | 3, place de la Mairie (Lage) | PA00125468    | Inscrit      | 1993  | weitere Bilder |
| Park Saint-Cloud   |              | (Lage)                       | PA00133025    | Classé       | 1994  | weitere Bilder |

## Liste der Objekte
- Monuments historiques (Objekte) in Marnes-la-Coquette in der Base Palissy des französischen Kultusministeriums